# François Bernard Charmoy
François Bernard Charmoy (en russe : Шармуа, Франсуа Бернар ; 14 mai 1793 à Soultz-Haut-Rhin - 9 décembre 1868 à Aouste-sur-Sye) est un orientaliste français qui a professé en Russie pendant plusieurs années de 1817 à 1835. Il considère les sources orientales essentielles pour le Russie et contribue à dépassionner l'histoire des relations russo-orientales, préparant ainsi la formulation d'une identité impériale équilibrée entre Orient et Occident. 

## Biographie
François Charmoy reçoit une initiation à l'hébreu et à l'arabe au Collège impérial de Phalsbourg. En 1810, il part étudier le droit à Paris mais étudie aussi à l'École des langues orientales, avec le soutien d' Antoine-Isaac Silvestre de Sacy. Il travaille quelque temps dans le domaine judiciaire. Il est membre d'une loge maçonnique parisienne.  
Quant à l'Institut pédagogique de Saint-Pétersbourg est créée une chaire des langues arabes et persanes, les autorités russes ont fait appel à Silvestre de Sacy, qui faisait autorité dans ces matières, pour leur envoyer des professeurs. De Sacy demande à deux de ses meilleurs étudiants de répondre à cette invitation, Jean-François Demange et François Bernard Charmoy. Le premier septembre 1817, ils sont tous deux nommés professeurs à l'Institut pédagogique de Saint-Pétersbourg. Charmoy, qui n'a que 25 ans, occupe la chaire de langue persane lorsque l'Institut pédagogique est transformé en Université d'État de Saint-Pétersbourg. Il poursuit son activité jusqu'en 1822, quand il est contraint de démissionner à cause d'un conflit avec président du syndic des professeurs. 
En 1817 Charmoy est également nommé membre du Collège national des affaires étrangères. Il devient aussi à cette époque précepteur dans la maison du comte Charles Robert de Nesselrode, et plus tard chez les Moltchanov. En 1822, après avoir quitté l' Université d'État de Saint-Pétersbourg, Charmoy intègre le département asiatique du ministère des affaires étrangères. Quand, au sein de ce département, est créé un département des langues orientales, il devient professeur de persan et de langue turque. Au début de l'année 1831, il réintègre l'université de Saint-Pétersbourg, comme professeur de persan, et le reste jusqu'en 1835. Il est également bibliothécaire honoraire de la bibliothèque impériale publique.
En octobre 1829, Charmoy est élu membre correspondant de l'Académie des sciences de Saint-Pétersbourg, et en mai 1832 il est nommé comme adjoint de l'Académie de littérature orientale. Par la suite, il sera nommé membre honoraire de l'Académie. En octobre 1829, il prend un congé en France mais il retourne l'année suivant en Russie. Cinq ans après, en septembre 1835, sa santé l'oblige à quitter ses fonctions. Il retourne en France où il s'intéresse principalement à l'histoire des Kurdes.

## Œuvres
En 1829, Charmoy publie son premier ouvrage majeur, la traduction de parties du poème du poète Nizami :Iskander-name, un récit sur la campagne d'Alexandre le Grand traduit du persan en français. Les extraits du poème sont constitués de 980 vers déjà traduit précédemment
par un élève de Charmoy, décédé plus tôt, Ludwik Spitznagel (1807—1827), mais que Charmoy a revu complètement et auxquels il a ajouté des variantes possibles de traductions, une biographie du poète Nizami, des critiques, des analyses. Cet ouvrage représente pour Nikolaï Polévoï : « une cadeau non seulement pour les scientifiques du monde entier mais aussi pour les lecteurs éclairés , <…> c'est le travail d'un véritable orientaliste expert dans sa spécialité».
En 1833, il rédige un essai intitulé Sur l’utilité des langues orientales pour l’histoire de la Russie. Il avait lu l'Histoire de l'État russe de Nikolaï Karamzine publié en douze volumes entre 1816 et 1829 et il reprochait à cet auteur de ne pas avoir consulté les auteurs orientaux. Son positionnement était apprécie de Sergueï Ouvarov, ministre de l'instruction publique. Le 31 août 1833, Charmoy lut cet essai lors d'une séance solennelle de l'Université impériale

Les langues orientales sont d'une importance capitale pour la Russie et son histoire et peuvent contribuer non seulement à dissiper l'obscurité qui entoure le berceau du peuple russe, mais aussi à clarifier des pages noires de ses annales.

Durant son séjour en Russie, Charmoy publie encore Relations de Al-Mas'ûdî et d'autres auteurs musulmans avec les anciens Slaves(1833) et Campagne de Tamerlan contre Tokhtamych khân de l'oûloûs de Djötchi en l'an 798 de l'Hégire (1835). Après un travail de longue haleine Charmoy traduit et commente du persan en français l'histoire du peuple kurde Cheref-Name. Le premier tome paraît 1868 à Saint-Pétersbourg et la publication complète ne sortira qu'en 1876, après la mort de Charmoy le 9 décembre 1868, en France à Aouste-sur-Sye.
Charmoy ne cessa de vanter la qualité des sources orientales et comme le remarque Ernest Renan

Reconnaissant pour sa seconde patrie, [il] chercha dans les sources orientales tout ce qui [pouvait] éclairer l'histoire de la Russie  